# Nicole Sifuentes
Nicole Sifuentes (Canadá, 30 de junio de 1986) es una atleta canadiense especializada en la prueba de 1500 m, en la que consiguió ser medallista de bronce mundial en pista cubierta en 2014.

## Carrera deportiva
En el Campeonato Mundial de Atletismo en Pista Cubierta de 2014 ganó la medalla de bronce en los 1500 metros, llegando a meta en un tiempo de 4:07.61 segundos que fue récord nacional, tras la sueca Abeba Aregawi (oro con 4:00.61 segundos) y la etíope Axumawit Embaye.